# 산정동 (목포시)
산정동(山亭洞)은 대한민국 전라남도 목포시의 하위 행정 구역 중 하나다.

## 연혁
본래 목포부 지역으로 산정이라 불렀다가, 1914년 행정구역 폐합에 따라 용당리 관해동의 각 일부와 이로면의 연치동, 백련동을 병합하여 산정리라 하였다. 이후, 무안군 이로면에 편입되었다가, 1932년 일부 지역이 목포부(시)에 편입되어 연산동이 되었다. 1963년 1월 1일 동명변경에 의하여 나머지 전역이 목포시에 편입되어, 산정1동, 산정2동, 산정3동의 동회로 분동되었다가, 현재의 산정동으로 변경되었다.

## 교육
- 목포동초등학교

## 아파트
| 단지명               | 건설사     | 시행사     | 주소             | 입주       | 비고     |
| -------------------- | ---------- | ---------- | ---------------- | ---------- | -------- |
| 종원나이스빌         | ㈜종원     | ㈜종원주택 |                  | 2002년 8월 |          |
| 라송센트럴카운티 2차 | 한토건설㈜ | ㈜라송산업 | 청호로136번길 22 | 2018년 1월 | 민간임대 |
| 산정 대광로제비앙    | 대광건영㈜ | ㈜포레지아 | 양을로79번길 6   | 2021년 3월 | 민간임대 |